# Hr.Ms. Bruinvisch (1942)
Hr.Ms. Bruinvisch (FY 1713) was een Nederlandse hulpmijnenveger vernoemd naar het zeezoogdier de bruinvis. Het schip is gebouw als IJM-47 Bruinvisch door de scheepswerf A. Pannevis uit Alphen aan den Rijn. Het schip wist na de overgave van Nederland in 1940 uit te wijken naar het Verenigd Koninkrijk. In 1941 werd het schip gevorderd door de Nederlandse marine en in Milford Haven, Wales,omgebouwd tot hulpmijnenveger.
Het schip voerde veegoperaties uit in de Britse wateren en maakt deel uit van de 160ste mijnenvegergroep in Milford Haven. Andere schepen die onderdeel vormen van deze groep zijn Isabel, Dolfijn Maria Elizabeth. De 160ste mijnenvegersgroep is verantwoordelijk voor het opruimen van op drift geslagen mijnen.
Op 28 maart 1944 werd het schip uit dienst gesteld en tijdelijk uitgeleend aan de Britse marine. In Britse dienst werd de Bruinvisch omgebouwd tot een schip voor brandstofopslag.